# 利文斯頓 (英國國會選區)
利文斯頓（英語：Livingston），英國國會蘇格蘭一郡選區，包括西洛錫安東部。選區始創於1983年。
本區當區議員一直具工黨黨籍。首任議員郭偉邦因登山意外過世，2010年大選中前吉姆·德懷恩因虛報津貼被取消資格，格姆·麥瑞斯以48.5%選票守住議席。